# Tomoo Kudaka
Tomoo Kudaka (jap. 久高 友雄, Kudaka Tomoo; * 14. März 1963 in der Präfektur Osaka; † 22. September 1999 ebenda) war ein japanischer Fußballspieler.

## Karriere
Kudaka erlernte das Fußballspielen in der Schulmannschaft der Hokuyo High School. Seinen ersten Vertrag unterschrieb er 1981 bei Matsushita Electric. 1985/86 wurde er mit dem Verein Meister der Japan Soccer League Division 2 und stieg in die Division 1 auf. Am Ende der Saison 1986/87 stieg der Verein in die Division 2 ab. 1987/88 wurde er mit dem Verein Vizemeister der Division 2 und stieg in die Division 1 auf. 1990 gewann er mit dem Verein den Kaiserpokal. Mit Gründung der Profiliga J.League 1992 und der damit verbundenen Neuorganisation des japanischen Fußballs wurde der Matsushita Electric zu Gamba Osaka. Für den Verein absolvierte er 126 Erstligaspiele. 1994 wechselte er zum Zweitligisten Cerezo Osaka. 1994 wurde er mit dem Verein Meister der Japan Football League und stieg in die J1 League auf. Für den Verein absolvierte er 34 Spiele. Ende 1995 beendete er seine Karriere als Fußballspieler.

## Erfolge
Matsushita Electric
- Kaiserpokal

Sieger: 1990
Cerezo Osaka 
- Kaiserpokal

Finalist: 1994